# Столничени (Ботошани)
Столничени (рум. Stolniceni) насеље је у Румунији у округу Ботошани у општини Раусени. Oпштина се налази на надморској висини од 114 m.

## Становништво
Према подацима из 2002. године у насељу је живело 307 становника, од којих су сви румунске националности.